# 2020 VT1
2020 VT1 est un petit astéroïde Amor temporairement sur une orbite en fer à cheval par rapport à Mars.